# Fred Myton
Fred Myton (Garden City, 15 novembre 1885 – Los Angeles, 6 giugno 1955) è stato uno sceneggiatore statunitense che usò anche i nomi di Fred Miton, Fred Kennedy Myton, Frederick Kennedy Myton, Frederick Myton.
Nella sua carriera, che va dal 1916 al 1952, sceneggiò oltre cento e cinquanta film, soprattutto pellicole di serie B per le piccole compagnie di produzioni indipendenti comunemente definite con il termine di Poverty Row.

## Filmografia
- Muggins, regia di Clifford S. Elfelt - cortometraggio (1916)
- A Great Love, regia di Clifford S. Elfelt - cortometraggio (1916)
- Some Medicine Man, regia di Roy Clements - cortometraggio (1916)
- By Conscience's Eye, regia di George Cochrane - cortometraggio (1916)
- The Price of Victory, regia di Douglas Gerrard - cortometraggio (1916)
- The Social Buccaneer, regia di Jack Conway (1916)
- Barriers of Society, regia di Lloyd B. Carleton e Clarke Irvine (1916)
- The Isle of Life, regia di Burton George (1916)
- The Devil's Bondwoman, regia di Lloyd B. Carleton (1916)
- The Law and the Lady, regia di Raymond Wells - cortometraggio (1916)
- Kinkaid, Gambler, regia di Raymond Wells (1916)
- The Moral Right, regia di Douglas Gerrard - cortometraggio (1917)
- Fighting for Love, regia di Raymond Wells (1917)
- Heart Strings, regia di Allen Holubar (1917)
- The Devil's Pay Day, regia di William Worthington (1917)
- Love Aflame (o Hearts Aflame) , regia di James Vincent, Raymond Wells - sceneggiatore (1917)
- The Valley of Beautiful Things, regia di Lule Warrenton - cortometraggio (1917)
- The Terror, regia di Raymond Wells (1917)
- Dorothy Dares, regia di Ruth Stonehouse - cortometraggio (1917)
- The Heart of Mary Ann, regia di Ruth Stonehouse - cortometraggio (1917)
- Mr. Dolan of New York, regia di Raymond Wells (1917)
- Uncle John's Money, regia di George Cochrane - cortometraggio (1917)
- Mary Ann in Society , regia di Ruth Stonehouse - cortometraggio (1917)
- The Gunman's Gospel, regia di Raymond Wells - cortometraggio (1917)
- Come Through, regia di Jack Conway (1917)
- Follow the Girl, regia di Louis Chaudet (1917)
- The Charmer, regia di Jack Conway (1917)
- Triumph, regia di Joe De Grasse (1917)
- The Empty Gun, regia di Joseph De Grasse (1917)
- A Walloping Time, regia di Ruth Stonehouse (1917)
- The Spotted Lily, regia di Harry Solter (1917)
- Princess Virtue, regia di Robert Z. Leonard (1917)
- The Lash of Power, regia di Harry L. Solter (1917)
- Fighting Mad, regia di Edward J. Le Saint (1917)
- Fear Not, regia di Allen Holubar (1917)
- Face Value, regia di Robert Z. Leonard (1917)
- Blue Blood, regia di Eliot Howe (1918)
- Shackled, regia di Reginald Barker (1918)
- Maid o' the Storm, regia di Raymond B. West (1918)
- The Dream Lady, regia di Elsie Jane Wilson (1918)
- The Love Swindle, regia di John Francis Dillon (1918)
- Fires of Youth, regia di Rupert Julian (1918)
- Kultur, regia di Edward J. Le Saint (1918)
- The Lure of Luxury, regia di Elsie Jane Wilson (1918)
- A letto, ragazzi! (All Night), regia di Paul Powell (1918)
- Who Will Marry Me?, regia di Paul Powell (1918)
- Them Eyes, regia di Ben F. Wilson (1919)
- A Man in the Open, regia di Ernest C. Warde (1919)
- A Trick of Fate, regia di Howard C. Hickman (1919)
- Il furto di Doris (The Silk-Lined Burglar), regia di John Francis Dillon (1919)
- The Prince and Betty, regia di Robert Thornby (1919)
- Felix O'Day, regia di Robert Thornby (1920)
- Half a Chance, regia di Robert Thornby (1920)
- Il cavaliere misterioso (The Mysterious Rider), regia di John Waters (1927)
- Kid Gloves, regia di Ray Enright - soggetto (1929)
- I predoni di El Paso (Knight of the Plains), regia di Sam Newfield (1938)
- S.O.S. jungla! (Miraculous Journey), regia di Sam Newfield (1948)
- Western Pacific Agent, regia di Sam Newfield (1950)